# Habenaria nogeirana
Habenaria nogeirana är en orkidéart som beskrevs av Roberto González Tamayo och Cuev.-fig. Habenaria nogeirana ingår i släktet Habenaria och familjen orkidéer. Inga underarter finns listade i Catalogue of Life.